# کیم زولسیاک
کیم زولسیک (انگلیسی: Kim Zolciak-Biermann؛ زادهٔ May 19, 1978) شخصیت تلویزیونی امریکایی است.
Zolciak چپ The Real Housewives of Atlanta در سال  2012 در طول فصل پنجم از این سری است. در اوایل همان سال او دریافت خود spin-off نشان می‌دهد تحت عنوان نمی توان الحسین برای عروسیکه با تمرکز بر آماده سازی مراسم عروسی خود را به بازیکن فوتبال Kroy Biermann. این سری بود و پس از آن تمدید برای فصل دوم با کوتاه عنوان نمی توان الحسین. فصل چهارم نشان می‌دهد برای اولین بار در آگوست 16, 2015. در 2015, او یکی از شرکت کنندگان از 21 فصل از مسابقه رقص سری رقص با ستاره ها.

## اوایل زندگی
Kim Zolciak متولد شد و در پنساکولاهای فلوریدابه یک خانواده نظامی و رشد در ویندزر لککسهای کانکتیکاتاست. او پدر و مادر یوسف و کارن و او دارای یک برادر به نام مایکل است. او از لهستانی و ایتالیایی تبار و مطرح شد کاتولیک روم.
در سال 1995 در سن 16 یا 17, Zolciak امر با ویندزر لککس پلیس گروهبان بود که مصاحبه او را به عنوان یک ماده شاهد در تحقیقات جنایی در نتیجه گروهبان شلیک پس از 24 سال با گروه. او فارغ التحصیل از شرق کاتولیک دبیرستان در منچستر، کانکتیکات در سال 1996 مورد مطالعه و پرستاری در دانشگاه کانکتیکاتاست. در 21 او نقل مکان کرد به Atlanta, Georgia, که در آن پدر و مادر خود نقل مکان کرده بود و در نهایت حل و فصل در حومه جانز کریک.

## حرفه ای

### سرگرمی
Zolciak اول به نظر می‌رسد در واقعیت تلویزیون سریال The Real Housewives of Atlantaهای پخش در براوودر اکتبر 7, 2008. بین فصول چهار و پنج Zolciak و سپس نامزد شد و این موضوع یک spinoff نشان می‌دهد نمی توان الحسین برای عروسیهای chronicling Zolciak را آماده عروسی. Zolciak چپ واقعی زنان خانه دار در وسط فصل پنجم با آخرین قسمت پخش دسامبر 9, 2012. نمی‌شود الحسین برای عروسی, بعد از تغییر نام به نمی‌شود الحسین...است و در فصل پنجم به عنوان 2016.
Zolciak برنامه‌ریزی شده بود به یک واقعیت جدید نشان می‌دهد در Bravo با همکار زنان خانه دار واقعی بازیگران عضو NeNe گربه وحشی، tattooedبه نام NeNe و کیم: این جاده به ثروتاست. این شبکه بعد تصمیم به حرکت به جلو با نشان می‌دهد.
Zolciak رقابت در 21 فصل از رقابت رقص نشان می‌دهد رقص با ستاره ها. او با زوج رقصنده حرفه‌ای تونی Dovolani. او خارج کرد و در سپتامبر 2015 سه هفته به رقابت به دلیل یک حمله ایسکمیک گذراکه او مانع از مسافرت هوایی.

### حرفه موسیقی
در سال 2008 Zolciak شروع به کار بر روی یک موسیقی کشور آلبوم. او منتشر شد اولین تک رقص آهنگ "الحسین برای حزب" در سال 2009 به دنبال remix EP سال بعد.
در مارس 12, 2013, Zolciak را Real Housewives of Atlanta castmate با کندی Burrussو همکاری ترانه سرا/تهیه‌کننده رادنی "دون ویتو" ریچاردثبت کت و شلوار در برابر Zolciak برای سود به دست آمده از "دیر برای حزب". در اسناد ثبت شده با Burruss' وکیل RHOA castmate Phaedra Parksهای مدعی مشتریان خود نوشت: این ترانه برای Zolciak و Zolciak منتشر شده و به فروش می‌رسد تنها "بدون [] شاکیان مجوز مجوز و یا رضایت است." Burruss نیز به دنبال یک ضابط موقت به منظور جلوگیری از فروش آینده از این آهنگ و "نابودی تمام نسخه های متخلف تک و هر محصول دیگر از متهم که تجاوز شاکیان کپی رایت" تنبیهی خسارت و هزینه‌های وکیل و هیئت منصفه دادگاه.

### کسب و کار
در ماه مه سال 2016 Zolciak راه اندازی یک خط از محصولات مراقبت از پوست به نام Kashmere Kollection. بعد از آن در سال 2016 Zolciak شروع به کار در عطر نیز نامیده می‌شود Kashmere.

## زندگی شخصی
Zolciak دو دختر از قبلی روابط Brielle (متولد 25 فوریه 1997) و آریانا (متولد 17 اکتبر 2001). او ازدواج کرده بود به دن gourmet delights از سال 2001 تا 2003.
Zolciak گفت: در ماه مارس سال 2010 که او دو است که او و DJ تریسی جوان بودند در یک رابطه عاشقانه است.
در مارس 2010, Zolciak ملاقات Atlanta Falcons , فوتبال , بازیکن، Kroy Biermann در رویداد خیریه رقص با آتلانتا ستاره. نشست خود را بعدها نشان داده شده در فصل سه The Real Housewives of Atlanta. زن و شوهر نکاح در خود رزول، گرجستان, صفحه اصلی در نوامبر 11, 2011. آن‌ها چهار فرزند با هم: Kroy Jagger "KJ" (متولد مارس 31, 2011), کاش Kade (متولد اوت 15, 2012), و دوقلوها Kaia رز و کین رن (متولد 25 نوامبر 2013).
در مارس 2013, Biermann واصل به اتخاذ Zolciak بینند. در ژوئیه سال 2013 تصویب شد نهایی و دختران پس از آن خود را تغییر نام به Brielle Biermann و آریانا Biermann.

## Discography

### تک‌آهنگ
| سال  | تک             |
| ---- | -------------- |
| 2009 | "دیر برای حزب" |
| 2011 | "Google Me"    |
| 2012 | "عشق من"       |